# 大久保忠寄
大久保 忠寄（おおくぼ ただより、天文16年（1547年） - 元亀3年12月22日（1573年1月25日））は、戦国時代の武将。通称 新蔵。大久保忠世の弟。

## 略歴
大久保忠員の四男として三河国に生まれる。母は某氏。
徳川家康に仕え、三方ヶ原の戦いに従軍するも、元亀3年12月22日（1573年1月25日）討ち死した 。享年26。法名善意 。